# WWE Hell in a Cell
Hell in a Cell est un pay-per-view annuel de catch promu par la fédération World Wrestling Entertainment (WWE). La première édition de cet évènement a eu lieu en le 4 octobre 2009 pour remplacer le pay-per-view No Mercy. Depuis sa première édition, le pay-per-view se déroule chaque année au mois d'octobre. De 2009 à 2011, il était l'un des deux pay-per-view du mois d'octobre mais depuis 2012 il est le seul en octobre. Comme son nom l'indique le pay-per-view propose un ou plusieurs Hell in a Cell match en tête d'affiche.

## Concept

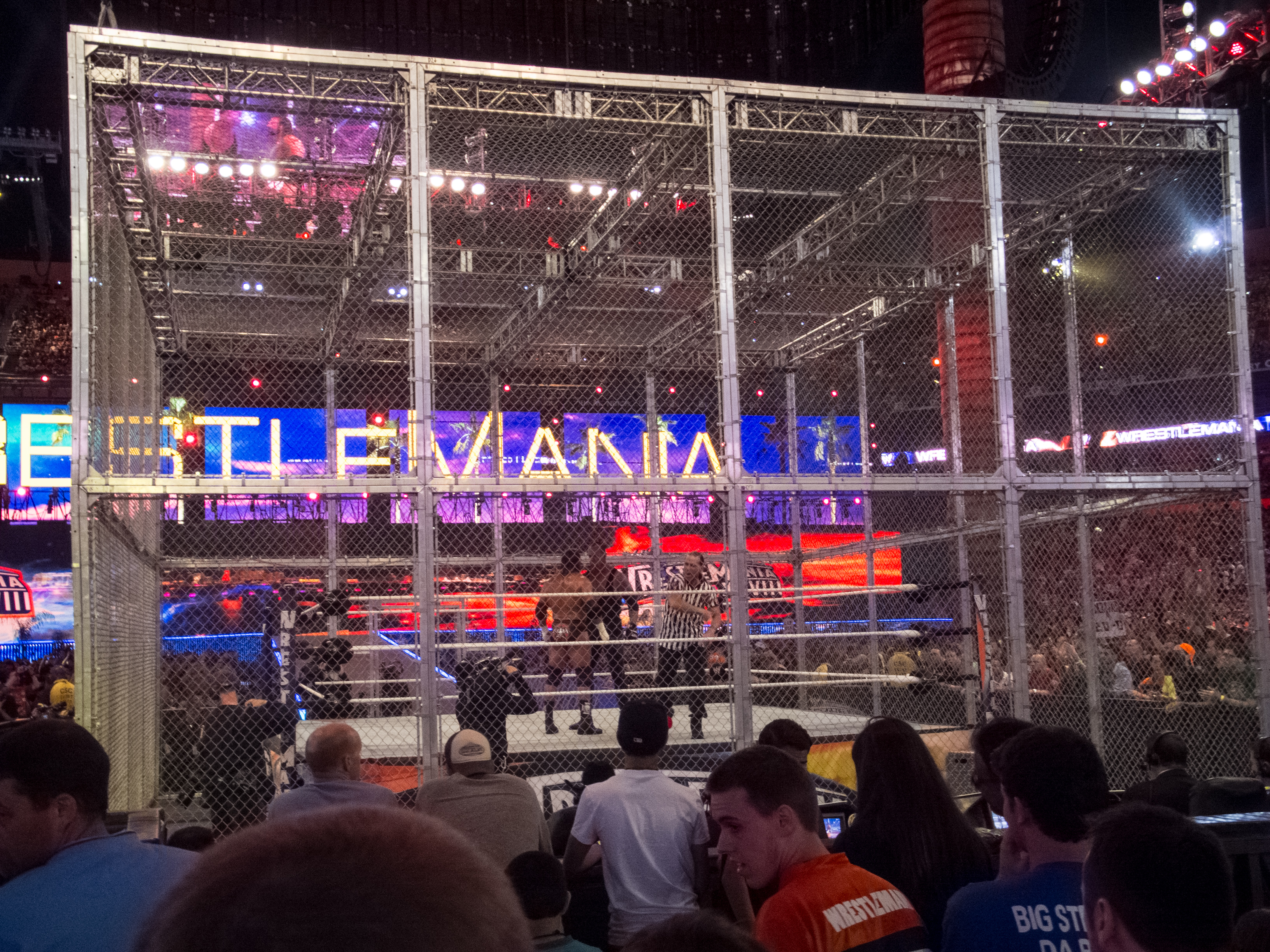
La cage de l'Hell in a Cell match lors de WrestleMania XXVIII

Le Hell in a Cell est un match au catch dans lequel les catcheurs s'affrontent sur un ring entouré par une cage métallique en forme de cube (hauteur 6,10 mètres),. 
Pour emporter le match, deux solutions sont possibles : le décompte de 3 ou par prise de soumission. 
Il n'y a aucune disqualification, pas de décompte extérieur et l'usage d'arme et d'objet est autorisée, mais il y a la règle du rope-break (les tombés et les soumissions sont interrompus lorsque le catcheur décolle son épaule du sol ou arrive à attraper une corde du ring).
La structure de la cage était révolutionnaire, celle-ci comportant un toit, contrairement aux matchs en cage classiques. En effet, lors du premier match en 1997, les stipulations incluant les cages étaient connues pour avoir comme but l'évasion de la structure. Avec cette cage, il était impossible de s'échapper, les catcheurs devant rester enfermés.
Bien que la porte de la cage soit verrouillée pendant le match, cela n'empêche pas les catcheurs de sortir du ring, de monter sur le toit de la cage, ni l'intervention d'autres catcheurs.
The Undertaker et Triple H sont des habitués des matchs Hell in a Cell puisque seulement huit de ces matchs se sont déroulés sans leur participation.

## Historique deHell in a Cell
Événement exclusif à Raw
 Événement exclusif à SmackDown
| #  | Événement                               | Ville                           | Lieu                     | Main Event | Spectateurs |
| -- | --------------------------------------- | ------------------------------- | ------------------------ | --- | ----------- |
| 1  | Hell in a Cell (2009) 4 octobre 2009    | Newark (New Jersey)             | Prudential Center        | D-Generation X (Triple H et Shawn Michaels) contre The Legacy (Cody Rhodes et Ted DiBiase, Jr.) dans un Tornado Tag Team Hell in a Cell match | 12 356      |
| 2  | Hell in a Cell (2010) 3 octobre 2010    | Dallas (Texas)                  | American Airlines Center | Kane (c) contre The Undertaker (avec Paul Bearer) dans un Hell in a Cell match pour le World Heavyweight Championship                         | 17 500      |
| 3  | Hell in a Cell (2011) 2 octobre 2011    | La Nouvelle-Orléans (Louisiane) | New Orleans Arena        | John Cena (c) contre CM Punk contre Alberto Del Rio dans un Triple Threat Hell in a Cell match pour le WWE Championship                       | 9 400       |
| 4  | Hell in a Cell (2012) 28 octobre 2012   | Atlanta (Géorgie)               | Philips Arena            | CM Punk (c) (avec Paul Heyman) contre Ryback dans un Hell in a Cell match pour le WWE Championship                                            | 21 546      |
| 5  | Hell in a Cell (2013) 27 octobre 2013   | Miami (Floride)                 | American Airlines Arena  | Randy Orton (c) contre Daniel Bryan dans un Hell in a Cell match pour le WWE Championship vacant avec comme abritre spécial Shawn Michaels    | 9 000       |
| 6  | Hell in a Cell (2014) 26 octobre 2014   | Dallas (Texas)                  | American Airlines Center | Dean Ambrose contre Seth Rollins dans un Hell in a Cell match                                                                                 | 15 303      |
| 7  | Hell in a Cell (2015) 25 octobre 2015   | Los Angeles (Californie)        | Staples Center           | The Undertaker contre Brock Lesnar (avec Paul Heyman) dans un Hell in a Cell match                                                            | 14 184      |
| 8  | Hell in a Cell (2016) 30 octobre 2016   | Boston (Massachusetts)          | TD Garden                | Sasha Banks (c) contre Charlotte dans un Hell in a Cell match pour le WWE Raw Women's Championship                                            | 16 119      |
| 9  | Hell in a Cell (2017) 8 octobre 2017    | Detroit (Michigan)              | Little Caesars Arena     | Shane McMahon contre Kevin Owens dans un Hell In A Cell match                                                                                 | 16 206      |
| 10 | Hell in a Cell (2018) 16 septembre 2018 | San Antonio (Texas)             | AT&T Center              | Roman Reigns (c) contre Braun Strowman dans un Hell in a Cell match pour le WWE Universal Championship avec comme arbitre spécial Mick Foley  | 15 216      |
| 11 | Hell in a Cell (2019) 6 octobre 2019    | Sacramento (Californie)         | Golden 1 Center          | Seth Rollins (c) contre "The Fiend" Bray Wyatt dans un Hell in a Cell match pour le WWE Universal Championship                                |             |
| 12 | Hell in a Cell (2020) 25 octobre 2020   | Orlando (Floride)               | Amway Center             | Drew McIntyre (c) contre Randy Orton pour le WWE Championship                                                                                 |             |
| 13 | Hell in a Cell (2021) 20 juin 2021      | Tampa (Floride)                 | Yuengling Center         | Bobby Lashley (c) contre Drew McIntyre pour le WWE Championship                                                                               |             |
| 14 | Hell in a Cell (2022) 5 juin 2022       | Rosemont (Illinois)             | Allstate Arena           | Cody Rhodes contre Seth "Freakin" Rollins dans un Hell In A Cell match                                                                        |             |